# 莫林斯-德雷伊
莫林斯-德雷伊（西班牙語：Molins de Rey），是西班牙加泰罗尼亚巴塞罗那省的一个市镇。总面积16平方公里，总人口24,805人（2012年），人口密度1,559.08人/平方公里。